# دوللي بيندرا
دوللي بيندرا هي ممثلة هندية، ولدت في 20 يناير 1970 بمومباي في الهند.

## وصلات خارجية
- دوللي بيندرا على موقع IMDb (الإنجليزية)
- دوللي بيندرا على موقع قاعدة بيانات الفيلم (الإنجليزية)